# Música clásica otomana

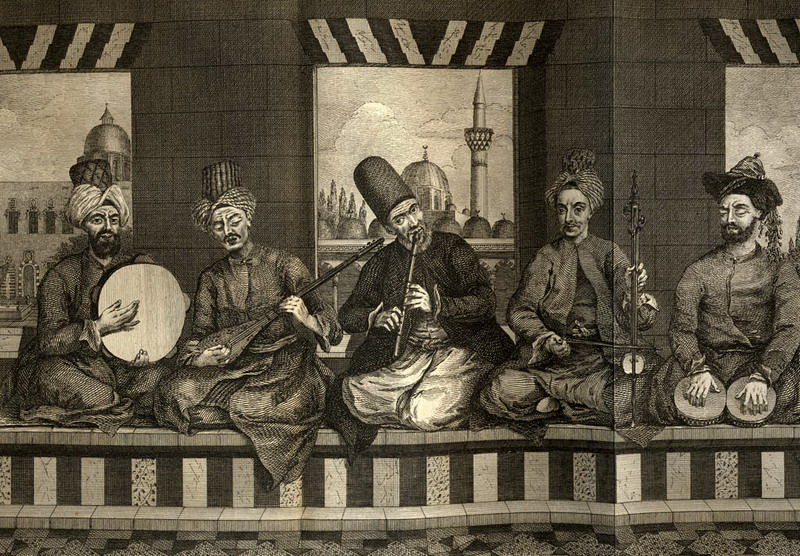
Banda musical otomana en el.

La música clásica otomana o música clásica turca (en turco: Türk sanat müziği) es un tipo de música desarrollada en la ciudad de Estambul y en otras importantes ciudades y pueblos otomanos a través de los palacios y las logias sufíes del Imperio otomano. La música otomana, basada principalmente en la voz, acompaña a un cantante solista con un pequeño conjunto instrumental. En los últimos años se han llegado a utilizar instrumentos como el tanbur, el ney, el kemenche y el qanun. A menudo descrita como música monofónica, por la variedad en la ornamentación y en el conjunto debe ser descrita de forma más precisa como música heterofónica.

## Generalidades
La música otomana tiene un amplio y variado sistema de modos o escalas conocidas como makams, además de otras reglas de composición. Más de 600 makams se han utilizado hasta la actualidad. De estas, al menos 119 están definidas formalmente, pero en la actualidad solo se utilizan alrededor de veinte makams. En la enseñanza sufí, cada makam representa y transmite un estado psicológico y espiritual particular. A veces, en ciertos makams, los otomanos usaban diferentes piezas musicales instrumentales y vocales para curar ciertas afecciones médicas y psicológicas.
Se han utilizado varios sistemas de notación para transcribir música clásica, siendo la más usada la notación de Hamparsum hasta la introducción gradual de la notación occidental. Aunque las contribuciones no turcas a la música otomana han sido marginadas desde la disolución del Imperio Otomano, el sistema de notación de Hamparsum fue inventado por un armenio otomano llamado Hamparsum Limonciyan. El Hamparsum se convirtió en la base de la teoría de la música clásica otomana y también fue utilizado por la Iglesia apostólica armenia.
La música clásica turca se enseña en conservatorios y clubes sociales, siendo el más respetado el Üsküdar Musiki Cemiyeti de Estambul.
La secuencia específica de formas musicales turcas clásicas se denomina fasıl, y consta de: un preludio instrumental (peşrev), un postludio instrumental (saz semaisi) y en el medio, la sección principal de composiciones vocales (taksim). Un concierto completo incluye cuatro formas instrumentales diferentes y tres formas vocales, incluida una canción clásica ligera, denominada şarkı. Las composiciones más cortas de şarkı, precursoras de las canciones modernas, son parte de la tradición clásica otomana. Muchas de ellas son extremadamente antiguas y se remontan al siglo XIV. El compositor de finales del siglo XIX Haci Arif Bey es especialmente popular en este estilo musical. El compositor Cinuçen Tanrıkorur sostiene que las diferencias percibidas entre los géneros musicales tradicionales provienen del choque cultural entre oriente y occidente que surgió durante la era de Tanzîmat (1839-1908).

### Instrumentos musicales

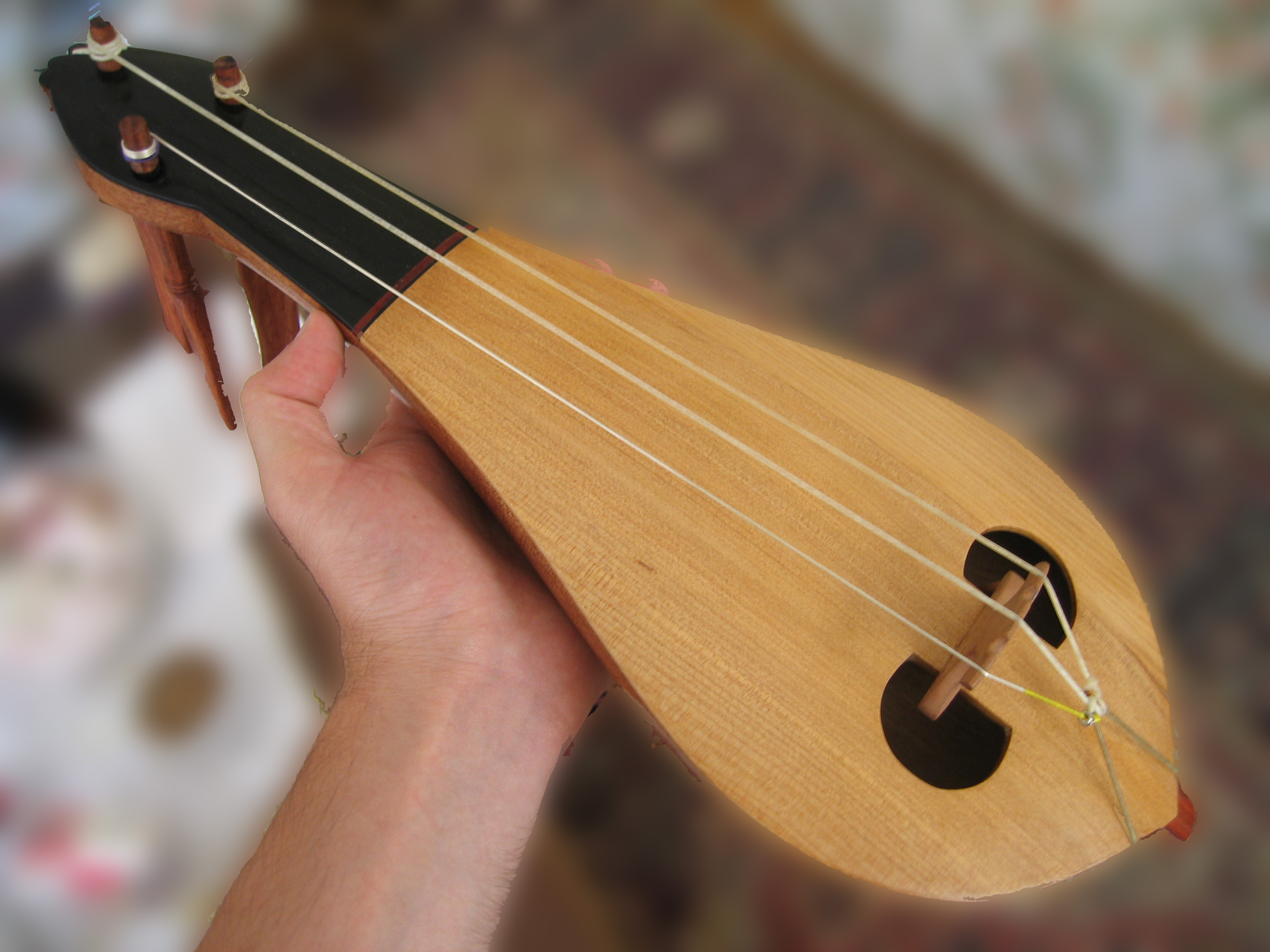
Fotografía de un kemenche clásico.

Los instrumentos más utilizados en la música clásica turca son el laúd tanbur, la flauta ney, el violín kemençe, el oud o laúd árabe y un instrumento de percusión llamado kudüm.

### Formas
La música clásica otomana comprende muchas formas vocales e instrumentales, entre las que se encuentran las suites llamadas fasıl. Un fasıl típicamente incluye muchos movimientos instrumentales y/o vocales, como los  taksim, peşrev, şarkı, beste y kar, entre otros.

### Géneros
La música otomana comprende varios géneros que incluyen la música espiritual, la improvisación (gazel, kaside, durak, entre otros) y el fasil.

## Compositores y músicos
Nombres notables en la ejecución y composición de los géneros clásicos de la música otomana incluyen a Dede Efendi, Dimitrie Cantemir, Baba Hamparsum, Kemani Tatyos Efendi, el sultán Selim III y el sultán Suleiman el Magnífico. El cantante clásico turco moderno más popular es Münir Nurettin Selçuk, quien fue el primero en establecer una posición de cantante líder. Otros músicos importantes son Bekir Sıdkı Sezgin, Alaeddin Yavaşça, Müzeyyen Senar, Emel Sayın y Zekai Tunca. El cantante de pop Sinan Ozen grabó un álbum de música clásica otomana, demostrando que en la actualidad este tipo de música continúa vigente.

### Otros compositores
- Sultán Abdülazîz (1830–1876)
- Kara Ismail Ağa (1674–1724)
- Nikoğos Ağa (1836–1885)
- Sadik Ağa (1757–1815)
- Sadullah Ağa (1730–1807)
- Tanbûrî Numan Ağa (1750–1834)
- Zeki Mehmet Ağa (1776–1846)
- Refik Talat Alpman (1894–1947)
- Hüseyin Sadettin Arel (1880–1955)
- Giriftzen Asim (1852–1929)
- Lemi Atli (1869–1945)
- Reşat Aysu (1910–1999)
- Aleko Bacanos (1888–1950)
- Yorgo Bacanos (1900–1977)
- Hacı Arif Bey (1831–1885)
- Ismail Hakki Bey (1865–1927)
- Kaptanzade Ali Riza Bey (1883–1934)
- Neyzen Salim Bey (1829–1884)
- Rahmi Bey (1864–1924)
- Rifat Bey (1820–1888)
- Şevki Bey (1860–1891)
- Tanbûrî Cemil Bey (1871–1916)
- Tanbûrî Osman Bey (1816–1885)
- Ûdi Nevres Bey (1873–1937)
- Cevdet Çağla (1900–1988)
- Tanbûrî Mustafa Çavuş (1700–1770)
- Nayi Osman Dede (1652–1730)
- Neyzen Aziz Dede (1840–1905)
- Neyzen Emin Dede (1883–1945)
- Zekaî Dede (1816–1885)
- İsmail Dede Efendi (1778–1846)
- Kanuni Artaki Candan Efendi (1885–1948)
- Kemani Riza Efendi (1780–1852)
- Kemani Tatyos Efendi (1855–1913)
- Misirli Udi Ibrahim Efendi (1872–1933)
- Neyzen Dede Salih Efendi (1818–1888)
- Tab-i Mustafa Efendi (1705–1770)
- Rakim Elkutlu (1869–1948)
- Subhi Ezgi (1869–1962)
- Refik Fersan (1893–1965)
- Gazi Giray Han (1554–1607)
- Şerif Içli (1899–1956)
- Tanbûrî Isak (1745–1814)
- Buhurizade Mustafa Itri (1640–1711)
- Dilhayat Kalfa (1710–1780)
- Dimitri Kantemir (1673–1723)
- Sadettin Kaynak (1895–1961)
- Fahri Kopuz (1882–1968)
- Seyfettin Osmanoğlu (1874–1926)
- Suphi Ziya Özbekkan (1887–1966)
- Yusuf Paşa (1840–1895)
- Selahattin Pinar (1902–1960)
- Nuri Halil Poyraz (1885–1950)
- Hâfız Post (1630–1694)
- Sultán Selim III (1761–1808)
- Kemal Niyazi Seyhun (1885–1960)
- Fethi Karamahmutoğlu (1942–1999)
- Bekir Sıtkı Sezgin (1936–1996)
- Bimen Şen (1873–1943)
- Cinuçen Tanrıkorur (1938–2000)
- Rauf Yekta (1871–1935)[2]